# Rotherfield Peppard
Rotherfield Peppard – wieś w Anglii, w hrabstwie Oxfordshire, w dystrykcie South Oxfordshire. Leży 33 km na południowy wschód od Oksfordu i 58 km na zachód od Londynu. W 2001 miejscowość liczyła 1473 mieszkańców.